# Johan Peter Wijtenhorst

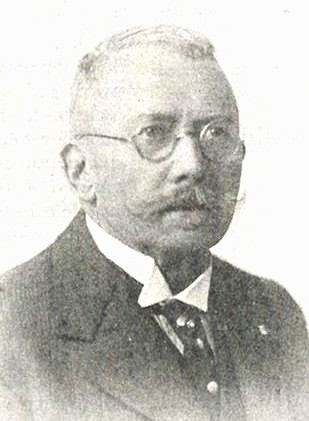
J.P. Wijtenhorst

Johan Peter Wijtenhorst (Deventer, 21 oktober 1862 - Velp,18 april 1940) was een Nederlands waterbouwkundige.

## Opleiding
Hij ging in Deventer naar de lagere en de middelbare school. Daarna ging hij naar de Polytechnische School in Delft, waar hij in 1887 afstudeerde als civiel ingenieur. 

## Beginjaren bij Rijkswaterstaat
Direct na zijn afstuderen kwam hij in dienst van Rijkswaterstaat. Hij begon als buitengewoon opzichter (d.w.z. opzichter in tijdelijke dienst). Hij werd ingezet voor de opmeting en de stroommetingen in het Krabbersgat (de vaargeul voor Enkhuizen, op de plaats waar nu het Naviduct Krabbersgat ligt).
In 1889 kwam hij in vaste dienst en werd betrokken bij de werkzaamheden van de aanleg van het Merwedekanaal. In 1891 werd hij arrondissementsingenieur met als standplaats Vlissingen. Drie jaar later volgde overplaatsing naar het 5e rivierarrondissement met als standplaats 's-Hertogenbosch. Er volgde een aantal kleine opdrachten ter vervanging van andere waterstaatsingenieurs. Zo behartigde hij van 1895 tot 1902 de Rijkswaterstaatstaken in Hoorn.   

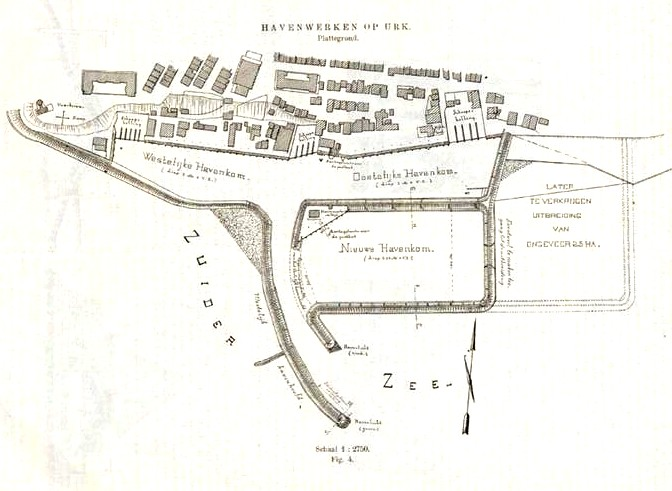
De havenwerken van Urk in 1902

In deze tijd werkte hij ook aan de verbetering van de haven van Urk, waarover hij in 1902 een artikel in De Ingenieur schreef. In 1903 ging hij weer terug naar 's-Hertogenbosch. In 1899 werd hij ook examinator bij de examens voor opzichter bij de Rijkswaterstaat.  
1n 1904 was hij betrokken bij de aanleg van de nieuwe maasmond (Bergsche Maas). Hij was belangrijk genoeg om met de boot van de koningin mee te varen bij de opening. Ook over dit werk schreef hij een uitgebreid artikel in De Ingenieur.   

## Groningen
In 1915 werd hij arrondissementsingenieur in Groningen, en in 1918 hoofd van het district Groningen. Dit bleef hij tot zijn pensionering in 1928. Bij zijn pensionering werd hij nog benoemd tot hoofdingenieur-directeur.

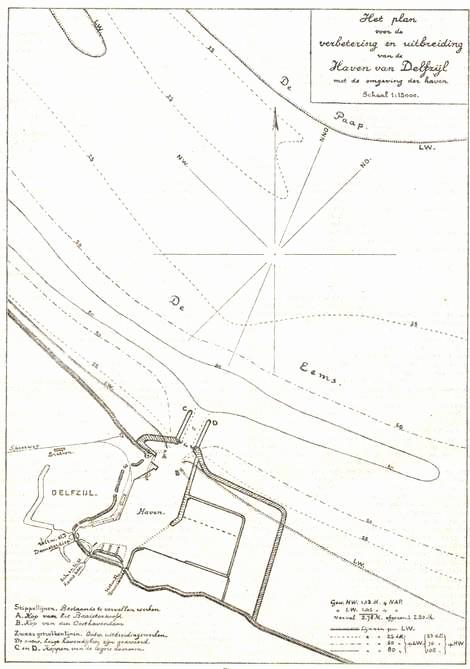
Ontwerp havenwerken bij Delfzijl in 1918

In Groningen werkte hij aan de verbetering van de haven van Delfzijl. Deze haven had veel last van aanslibbing, en bovendien was die te klein. Dit leidde tot veel discussie, er werd een speciale commissie voor opgezet. Hij maakte een verbeteringsplan en gaf leiding aan de uitvoering van deze werken.

## Privé
Hij trouwde op 1 oktober 1901 in Interlaken met Elisabeth Mühlemann. Zij kregen drie kinderen. In 1930 verhuisde Wijtenhorst met zijn vrouw naar Velp. 
Hij werd in 1923 benoemd tot officier in de orde van Oranje-Nassau.

## Publicaties
- Wijtenhorst, J.P. (1897). Strand- en oeververdediging op het eiland Vlieland, Gedenkboek van het Koninklijk Instituut van Ingenieurs.

- Wijtenhorst, J.P.  (8 augustus 1903). De uitbreiding der haven van Urk. De Ingenieur  18 (32)
- Wijtenhorst, J.P.  (29 december 1906). Het afwateringskanaal van 's-Hertogenbosch naai Drongelen en de verdere werken tot het verbeteren van- den waterstaatstoestand in het N. O. gedeelte van Noordbrabant. De Ingenieur  21 (52)
- Wijtenhorst , J.P.  (12 januari 1918). Het verslag der Commissie voor de verbetering en uitbreiding van de haven van Delfzijl. De Ingenieur  33 (2)